# 1332
1332 је била преступна година.

## Догађаји
- 18. јул — Битка код Русокастра

### Децембар
- Википедија:Непознат датум — 10-11. август — Битка код Даплин Мјура